# أولاد احمد 1 (دار بوعزة)
أولاد احمد 1 هي إحدى مشيخات المملكة المغربية، تتبع جغرافيا لإقليم النواصر وإداريًا لدار بوعزة. يقدر عدد سكانها بـ 11091 نسمة حسب الإحصاء الرسمي للسكان والسكنى لسنة 2004.